# آرمین مولر-اشتال
آرمین مولر-اشتال (آلمانی: Armin Mueller-Stahl؛ زادهٔ ۱۷ دسامبر ۱۹۳۰) بازیگر و صداپیشه اهل آلمان است. وی از سال ۱۹۵۶ میلادی تاکنون مشغول فعالیت بوده‌است.
از فیلم‌هایی که وی در آن نقش داشته‌است، می‌توان به پیامد تلخ، فرشتگان و شیاطین، طبقه سیزدهم، بین‌المللی، بازی، قول‌های شرقی، شیطان، حمله به لنینگراد، ازدواج مقدس، سومین معجزه، کارخانه گرد و غبار، قرمز پرحرارت و مصلح اشاره کرد.